# بهمن عطائی
بهمن عطائی سیاستمدار ایرانی بود، که در دوره‌های بیست و یکم،  بیست و دوم و بیست و سوم به‌عنوان نماینده ماهشهر از استان خوزستان در مجلس شورای ملی حضور داشت.

## زندگی
بهمن عطائی در سال ١٣٠٠ زاده شد. پس از انجام تحصیلات مقدماتى و متوسطه به اروپا رفت و در رشته‏ معماری تحصیل کرد. پس از بازگشت به ایران در شركت ‌نفت استخدام شد. وی پس از مدتی استعفا داده شهردار خرمشهر شد. در انتخابات دوره‌های بیست ‏و یكم، بیست ‏و دوم و بیست ‏و سوم به عنوان نماینده مردم ماهشهر در مجلس حاضر شد. 
وقتى برادرش دریادار رمزى عطائى به فرماندهی نیروى دریایى منصوب شد، پیمان‏كاری كلیه كارهاى ساختمانى نیروى دریایی در جنوب به وى واگذار کرد و او از این رهگذر صاحب ثروت زیادى شد.  
پس از عزل و دستگیری رمزى عطائى به اتهام فساد مالی در سال ۱۳۵۴، در دادگاه نظامی به جرم ارتشاء، سوء استفاده و تدلیس خلع درجه و روانه زندان شد.پس از این رویداد بهمن عطائى كه در آن روزها در اروپا زندگی می‌کرد دیگر به ایران بازنگشت.